# Augustus 2004
Dit artikel geeft een chronologisch overzicht van alle belangrijke gebeurtenissen per dag in de maand augustus van het jaar 2004.

## Gebeurtenissen

### 1 augustus
- Paraguay - Bij een brand in een winkelcentrum in de hoofdstad Asunción komen zeker 340 mensen om het leven.

### 2 augustus
- Thailand - Een zestal parlementsleden van de Democratische partij in de regio Isaan loopt over naar de regeringspartij Thai Rak Thai.

### 3 augustus
- Verenigd Koninkrijk - In Londen worden in de middag en avond dertien vermeende terroristen opgepakt.
- Pakistan - Twee Zuid-Afrikanen die in Gujarat waren opgepakt hebben bekend aanslagen op toeristen in Johannesburg gepland te hebben. Volgens de politie zijn beide verdachten lid van Al Qaida.
- Nederland - De lage waterstand in de Rijn veroorzaakt problemen in de binnenscheepvaart.
- Verenigde Staten - De NASA ruimtesonde MESSENGER naar de planeet Mercurius is gelanceerd. De sonde zal in maart 2011 een baan om de planeet bereiken.

### 4 augustus
- Duitsland - Bij de Duitse snoepfabrikant Nappo Dr Helle & Co is de bedrijfsleiding een 60-urige werkweek overeengekomen met de werknemers, gedurende een periode van drie maanden. De maatregel is genomen om het bedrijf te kunnen laten overleven. Van extra loon is geen sprake, de werkweek wordt ingedeeld in een rooster van 6 dagen à 10 uur.
- Thailand - Regisseur David Winters kondigt de start van de opnamen van de film Kingmaker aan. Met in de hoofdrollen onder anderen Dom Hetrakul, Cindy Berbridge, Yosawadee Husadeewijit, Gary Stretch en John Rhys-Davies.
- Thailand - Nog vijf meer parlementsleden van de oppositie (democratische partij) lopen over naar de Thai Rak Thai partij van Thaksin Shinawatra. De voormalig partijleider van de democratische partij, Chuan Leekpai, beschuldigt Thaksin van het bieden van geld aan leden van zijn partij.
- Gibraltar - Gibraltar is 300 jaar Brits bezit.

### 5 augustus
- Hongarije - Bij de ontploffing van een vuurwerkfabriek vallen 2 doden.
- Rusland - De Staatsdoema keurde een ingrijpende hervorming van de sociale voorzieningen voor ouderen, gehandicapten en oorlogsveteranen goed. De afgelopen weken is fel geprotesteerd tegen het plan van president Vladimir Poetin. De oude (gratis) voorzieningen dateren nog uit de Sovjettijd en worden vervangen door vaste maandelijkse uitkeringen (van 150 tot 1550 roebel of 5 tot 55 euro). Men verwacht dat ook de Federatieraad zijn goedkeuring voor het wetsvoorstel geeft.

### 6 augustus
- Irak - Bij gevechten in en rond Najaf zijn volgens de VS 300 doden gevallen.

### 7 augustus
- Japan - Schaker Bobby Fischer maakt bekend zijn Amerikaans staatsburgerschap op te willen zeggen en bij de VN de vluchtelingenstatus aan te zullen vragen.

### 8 augustus
- Bangladesh - De overstromingen als gevolg van de moessonregens hebben momenteel 691 mensen het leven gekost, aldus de overheid. Naar verwachting kunnen daar nog 200 bij komen. Twintig tot dertig miljoen mensen hebben voedselhulp nodig. De overstromingen zijn de ergste sinds 1998.

### 9 augustus
- Thailand - Minister-president Thaksin Shinawatra verklaart in een interview dat een oppositiepartij niet nodig is in een land als Thailand en dat het beter is om één partij te hebben net als in Singapore. Thaksin is woedend op de beschuldigingen van oppositiepartijen dat hij parlementsleden 32 miljoen baht aanbiedt om van partij te veranderen. Volgens hem komt het wisselen van de parlementsleden omdat niemand deel wil uitmaken van de verliezer, alleen van de winnaar.
- Japan - Bij een ongeluk in een kerncentrale bij Mihama (320 kilometer ten westen van Tokio) is stoom gelekt. Hierbij zijn minimaal vier mensen om het leven gekomen.
- Groot-Brittannië - Steve Coast richt Openstreetmap op, een online plattegrond die gebruik maakt van opendata en vrijwilligers.

### 10 augustus
- Istanboel - Bij meerdere bomaanslagen op hotels en een benzinepompstation komen twee mensen om het leven en vallen 11 gewonden.

### 11 augustus
- Londen - Britse wetenschappers krijgen voor het eerst in de Europese geschiedenis toestemming om menselijke embryo's te gebruiken voor het kweken van stamcellen.

### 12 augustus
- Den Haag - Het bestuur van de LPF vraagt faillissement aan voor de partij. Hierdoor hoopt zij onder de enorme schuldenlast die in de afgelopen jaren is opgebouwd uit te komen om vervolgens een doorstart te maken.
- EU - De leden van de nieuwe Europese Commissie worden bekendgemaakt door de beoogd voorzitter, José Manuel Barroso. De Nederlandse Neelie Kroes wordt commissaris van mededinging. De Belgische Louis Michel wordt commissaris van ontwikkelingshulp en internationale hulp.

### 13 augustus
- Griekenland - Met een spectaculaire openingsceremonie zijn in Athene de 25e moderne Olympische Spelen van start gegaan.
- China - In de Oost-Chinese kuststreek is het dodental door de tyfoon Rananim opgelopen tot 115, er zijn nog minstens 16 personen vermist. De Chinese openbare televisie spreekt verder van 1800 gewonden. De wind haalt snelheden tot 160 kilometer per uur, meer dan een half miljoen mensen werden geëvacueerd.
- Nederland - Prinses Margarita kondigt aan te gaan scheiden van Edwin de Roy van Zuydewijn.

### 14 augustus
- Nederland - Onderzoekers van het COPS-project aan de Universiteit Twente publiceren in het blad Nature een artikel over het vertragen van licht in een fotonisch bandgap-kristal. Daarmee zijn zij de eerste wetenschappers die ver genoeg gevorderd zijn met experimenten op dit gebied om te kunnen publiceren.
- Cuba/Verenigde Staten - De orkaan Charley richt grote schade aan in Cuba en de Amerikaanse staat Florida. Op Cuba vallen vier doden, in Florida zeventien, en de schade in Florida bedraagt waarschijnlijk 15 miljard dollar.
- Griekenland - De Nederlandse dames estafetteploeg zwemmen wint in Athene brons op de 4x100 meter vrije slag.
- Polen - De Poolse dichter en Nobelprijswinnaar Czeslaw Milosz overlijdt op 93-jarige leeftijd.
- El Salvador - 34 mensen komen om bij een busongeluk.
- Irak - In Najaf lopen de onderhandelingen over een bestand stuk.

### 15 augustus
- Irak - In de buurt van Ar Rumaythah komt bij een beschieting een Nederlandse militair om het leven. Het gaat om het tweede Nederlandse dodelijke slachtoffer in Irak na Dave Steensma.
- Liechtenstein - Prins Hans Adam II draagt onder voorbehoud de macht over aan zijn zoon Alois.

### 16 augustus
- Verenigde Staten - Bush kondigt aan dat de VS 60.000 tot 70.000 militairen uit Europa en Azië zullen terughalen.
- Verenigde Staten - Met de ruimtesonde Cassini-Huygens hebben onderzoekers van ESA en NASA twee nieuwe manen ontdekt rondom de planeet Saturnus. Voorlopig worden ze S/2004 S1 en S/2004 S2 genoemd.
- Verenigd Koninkrijk - Zware regenval leidt tot grote overstromingen aan de noordkust van Cornwall.

### 18 augustus
- Nepal - Rebellen van de Maoïstische rebellenbeweging het lichtend pad hebben alle wegen naar de hoofdstad Kathmandu afgesloten. Hierdoor kan er geen voedsel meer naar de stad gebracht worden.
- Griekenland - Wielrenster Leontien van Moorsel haalt het eerste goud voor Nederland op de Olympische Spelen.

### 21 augustus
- Griekenland - Tennis, Justine Henin-Hardenne wint goud voor België, Amélie Mauresmo mag de zilveren medaille naar Frankrijk meenemen.
- Griekenland - Zwemmen, Inge de Bruijn wint goud voor Nederland in de 50 meter vrije slag.
- Irak - Muqtada al-Sadr geeft de Imam Ali Moskee in Najaf over aan de hoogste sjiitische gezag van Irak, de Marjaiya. (Groot Ayatollah Ali al-Sistani is de leider van de Marjaiya)
- Irak - De Nederlandse soldaten zijn de afgelopen nacht beschoten.
- Nederland - De Nederlandse soldaat die gesneuveld was in Irak is begraven in besloten kring in de plaats Buren.

### 22 augustus
- Griekenland - Op de Olympische Zomerspelen 2004 hebben de Nederlandse roeiers verrassend een zilveren en twee bronzen medailles veroverd. De heren-Holland-8 kwam tot zilver, de dames-Holland-8 en de dames-lichte dubbeltwee kwamen tot brons. Leontien Zijlaard van Moorsel sloot haar carrière af met een bronzen plak op de individuele achtervolging.
- Oslo - Het schilderij 'De Schreeuw' van de Noorse schilder Edvard Munch wordt door gewapende overvallers geroofd uit het Munchmuseum.
- Duitsland - In Duitsland zijn in Wunsiedel vandaag 50 neonazi's opgepakt bij Hess-herdenking.
- Pakistan - Pakistan voorkomt een reeks aanslagen van verdachten, die banden zouden hebben met het islamitische terreurnetwerk Al Qaida. Onder de verdachten zijn twee Egyptenaren.
- Nederland - Een van de vier 165 meter hoge AM-zendmasten van Nozema in de gemeente Lopik wordt neergehaald door middel van explosieven. De zendmast stond sinds 1938 in de Lopikerwaard.

### 23 augustus
- Den Haag - Minister Bot van Buitenlandse Zaken zal maandagmiddag in Den Haag het overbrengingsverdrag voor gevangenen ondertekenen. Het verdrag regelt dat gevangenen onder bepaalde voorwaarden een deel van hun straf in eigen land kunnen uitzitten. Het verdrag bood onder andere uitkomst voor Machiel Kuijt, die sinds 1997 vast zat in een Thaise cel.
- Washington - De nationale veiligheidsadviseur van de Amerikaanse president Bush, Condoleezza Rice, geldt als de machtigste vrouw ter wereld. De Nederlandse koningin Beatrix staat op de 35e plaats in de top 100, die het Amerikaanse blad Forbes heeft samengesteld.
- Nederland - Get The Picture, dat acht jaar lang bij de AVRO was te zien, stopt omdat de kijkcijfers de afgelopen maanden flink zijn teruggelopen.
- Zuid-Afrika - Een parachutiste uit Zuid-Afrika heeft een val van 3300 meter hoogte overleefd. Hierbij brak ze alleen haar bekken. De 23-jarige McKenzie stortte in wilde spiralen naar beneden totdat ze de elektriciteitskabels tegenkwam die haar val braken.
- Jemen - In de noordelijke regio Sadaa vallen bij gevechten tussen overheidstroepen en volgelingen van sjeik Hussein al-Houthi tientallen doden.

### 24 augustus
- Nederland - De acht leden van de Tweede Kamer voor de LPF breken met hun partij. Fractieleider Mat Herben heeft verklaard dat de fractie unaniem deze beslissing heeft genomen. De reden is de aanhoudende negatieve publiciteit die de partij veroorzaakt.
- Irak - Amerikaanse en Iraakse soldaten hebben de Imam Alimoskee in Najaf omsingeld en beschoten.
- Rusland - In het zuiden van Rusland storten twee vliegtuigen bijna gelijktijdig neer als gevolg van explosies aan boord. Twee Tsjetsjeense vrouwen blijken ongehinderd met de springstoffen aan boord te zijn gekomen. Er zijn 90 doden.

### 25 augustus
- Griekenland - De Nederlandse dressuurrijdster Anky van Grunsven wint net als in 2000 opnieuw een gouden medaille.
- Nederland - Hevige stortbuien zorgen verspreid over het land voor overlast.

### 26 augustus
- Irak - Tientallen personen komen om als een moskee in de stad Koefa beschoten wordt met mortieren. Bij de moskee waren duizenden op de been om samen met Grootayatollah Ali al-Sistani naar de stad Najaf te vertrekken, waar al-Sistani overlegt met Moqtada al-Sadr.
- Chili - Het Chileense hooggerechtshof heeft de immuniteit van de voormalige dictator Augusto Pinochet ingetrokken, waardoor hij mogelijk vervolgd kan worden voor moord en andere daden begaan tijdens zijn regime.

### 27 augustus
- Irak - Na tussenkomst van Grootayatollah Ali al-Sistani is het beleg van de Imam Alimoskee in de stad Najaf beëindigd. De Amerikaanse troepen en het mahdi-leger van Moqtada al-Sadr trekken zich terug. al-Sistani krijgt de verantwoordelijkheid voor de moskee, gesteund door Iraakse politie.
- Nederland - Het KNMI meldt dat bij het meetstation in Maasland, in het Westland, het neerslagrecord voor de maand augustus is verbroken. Daar viel tot op het moment van bekendmaking 302 millimeter regen.
- Pakistan - Het parlement van Pakistan heeft Shaukat Aziz verkozen tot nieuwe premier van dat land.

### 28 augustus
- Verenigde Staten - Een hoge medewerker van het Pentagon wordt verdacht van spionage voor Israël.
- Nederland - Twee veerboten botsen nabij Ridderkerk op elkaar, de zeventig passagiers komen met de schrik vrij.
- Nederland - Wielrenner Erik Dekker schrijft in Landgraaf voor de derde keer in zijn carrière de Ronde van Nederland op zijn naam.

### 29 augustus
- Frankrijk/Irak - Twee Franse journalisten die gegijzeld zijn in Irak worden met de dood bedreigd. Frankrijk zou het verbod op het dragen van hoofddoeken in scholen moeten opheffen om hun vrijlating te bewerkstelligen. Yasser Arafat heeft tot hun vrijlating opgeroepen.
- Thailand - Bij de gouverneursverkiezingen voor Bangkok wint de kandidaat van de Democratische Partij, Apirak Kosayodhin met 40% van de stemmen.
- Tsjetsjenië - In Tsjetsjenië vinden verkiezingen voor een nieuwe president plaats. De winnaar is Alu Alchanov.
- Irak - Een delegatie van de EU, onder wie minister Ben Bot, bezoekt Irak. Er zal gesproken worden over de steun van de EU aan de wederopbouw en het democratiseringsproces.
- Verenigde Staten - Meer dan 100 000 mensen hebben aan de vooravond van het congres van de Republikeinen gedemonstreerd tegen president George W. Bush.

### 30 augustus
- Verenigde Staten - In aanloop naar de Amerikaanse presidentsverkiezingen van 2004 organiseren de Republikeinen hun congres.
- Nederland - Een parlementaire tijdelijke commissie infrastructuurprojecten onder leiding van PvdA'er Adri Duivesteijn begint met een onderzoek naar de vermeende systematische budgetoverschrijdingen bij infrastructurele werken.

### 31 augustus
- Irak - Het Leger van Ansar al-Sunna in Irak zegt twaalf boeddhistische Nepalese wegwerkers geëxecuteerd te hebben.
- Nederland - Slobodan Milošević is bij het Joegoslavië-tribunaal begonnen aan zijn verdediging. Eerder was Milošević geruime tijd ziek.
- Rusland - In Moskou wordt een zelfmoordaanslag gepleegd bij een metrostation waarbij ten minste tien personen gedood worden en vijftig gewonden vallen.
- Nederland - LPF-voorzitter Jan Belder stapt op nadat bekend is geworden dat hij een strafblad heeft wegens fraude, daterend uit 1985. Sergej Moleveld wordt de nieuwe voorzitter. Belder blijft wel lid van het bestuur.
- Israël - Bij bomaanslagen op twee bussen bij Beersjeba komen minstens 15 mensen om en raken er minstens 80 gewond.

<< · januari · februari · maart · april · mei · juni · juli · augustus · september · oktober · november · december · >>